# Ключові показники ефективності

Приклад формування KPI

Ключові́ показники́ ефекти́вності (англ. key performance indicators, KPI) — фінансова та нефінансова система оцінки, яка допомагає організації визначити ступінь досягнення стратегічних цілей.

## Загальний виклад
КПЕ можуть включати:
- (а) організаційні метрики (organizational metrics) — такі, як задоволеність клієнтів,
- (б) фінансові показники (financial metrics) — виручка, рентабельність і грошовий потік
- (в) процесні метрики (process metrics), — продуктивності, якості і затримки процесу[1].

Ключові показники ефективності можуть бути визначені за допомогою систем Business Intelligence. Їх використання дає організації можливість оцінити свій стан і допомогти у формуванні стратегії. КПЕ дозволяє проводити контроль ділової активності в реальному часі. Дуже часто показники ефективності використовуються для оцінки отримання вигоди від складних величин, наприклад, таких як розвиток лідерства, зобов'язання, обслуговування та задоволення.
Технології постановки та контролю цілей лягли в основу окремої концепції, яка належить до основ сучасного менеджменту, та розвинулась до Збалансованої системи показників (ЗСП). Це — управління по цілях: метод управлінської діяльності, що передбачає передбачення можливих результатів діяльності та планування шляхів їх досягнення. Першоукладачем Управління по цілях є Пітер Друкер (Peter Drucker (1909 — 2005)) в 50-ті роки XX століття. Пітер Друкер також є засновником системи оцінки ефективності досягнення результатів — мети через КПЕ. Згідно з Друкером менеджери повинні уникати «пасток часу», коли вони залучені в процес вирішення поточних щоденних завдань, оскільки це призводить до того, що вони починають забувати виконувати завдання, спрямовані на досягнення результатів (цілей).
Ключові чинники успіху — сильні й слабкі сторони організації, які якнайбільше впливають на успіх організації. Їх визначають, порівнюючи з конкурентами.

## Запровадження KPI
Розробку та впровадження KPI рекомендується розбити на наступні етапи:
1. Передпроектні роботи:
- Отримання схвалення і підтримки вищих керівників.
- Ініціювання та планування проекту.
- Створення проектної групи.
- Проведення передпроектного дослідження.

2. Розробка методології системи KPI (Можна взяти зі ЗСП):
- Оптимізація/узгодження організаційної структури.
- Розробка методичної моделі.
- Розробка процесу управління компанією на основі KPI
- Розробка системи нормативно-методичної документації (регламентація).

3. Розробка інформаційної системи KPI:
- Розробка ТЗ для налаштування (програмування) інформаційної системи.
- Налаштування (програмування) інформаційної системи.
- Навчання користувачів інформаційної системи.
- Проведення дослідної експлуатації інформаційної системи.

4. Завершення проекту. Введення системи KPI (методології та інформаційної системи) в промислову експлуатацію.
При розробці методології KPI важливо скерувати увагу на:
- Зміни корпоративної культури та організації процесів.
- Вироблення цілісної стратегії розвитку KPI.
- Роз'яснення персоналу переваг KPI.
- Ідентифікацію загальнокорпоративних KPI.
- Вибір вирішальних KPI для всієї організації.
- Розробку структури звітності для всіх рівнів.
- Координацію застосування KPI.
- Регулярний перегляд KPI для підтримки їх актуальності.

## Правила і принципи впровадження KPI
1. Правило «10/80/10»: Каплан і Нортон рекомендували використовувати не більше 20 KPI. Хоуп і Фрейзер пропонують використовувати не більше 10. Панов М. М. рекомендує правило «10/80/10»: організація повинна мати близько 10 ключових показників результативності, до 80 виробничих показників і 10 ключових показників «фінансової ефективності». Для підрозділів — не більше 10-15 KPI, в іншому випадку менеджери будуть перевантажені плануванням, а керівництво компанії — «розбором польотів» по виконанню KPI, які не сильно впливають на результативність, як підрозділу, так і компанії [3].
2. Принцип керованості та контрольованості: підрозділу, який відповідає за певний показник, повинні бути виділені ресурси на його управління, а результат має бути контрольованим [3].
3. Принцип партнерства: успішне вирішення завдання підвищення продуктивності вимагає встановлення ефективного партнерства між усіма зацікавленими особами (спільна розробка стратегії впровадження системи, необхідність домогтися розуміння того факту, що потрібні зміни).
4. Принцип перенесення зусиль на головні напрямки: підвищення продуктивності вимагає розширення повноважень співробітників організації, особливо тих, хто працює безпосередньо на «передовій лінії» (допомога співробітникам у підвищенні кваліфікації, забезпечення проведення тренінгів, передачу відповідальності на розробку власних КПЕ, ефективну дію комунікацій (горизонтальної і вертикальної).
5. Принцип інтеграції процесів оцінки показників, звітності та підвищення продуктивності (ЗСП): аби менеджери створили таку інтегровану схему оцінки показників та звітності, яка стимулювала б конкретні відповідальні дії. Необхідно регулярно проводити звітні наради, в залежності від складності питання.
6. Принцип узгодження виробничих показників зі стратегією: показники виробничої діяльності позбавлені всякого сенсу доки вони лишаються не прив'язаними до поточних критичних факторів успіху(вирішальних KPI для всієї організації), складовим Збалансованої системи показників, і стратегічним цілям організації.